# Colobaspis nyassae
Colobaspis nyassae is een keversoort uit de familie halstandhaantjes (Megalopodidae). De wetenschappelijke naam van de soort werd in 1930 gepubliceerd door Gilbert Ernest Bryant.